# Grand Prix Cycliste de Québec 2024
Il Grand Prix Cycliste de Québec 2024, tredicesima edizione della corsa, valido come trentaduesima prova dell'UCI World Tour 2024 categoria 1.UWT, si svolse il 13 settembre 2024 su un percorso di 201,6 km a Québec, nell'omonima provincia in Canada. La vittoria fu appannaggio del'australiano Michael Matthews, il quale completò il percorso in 4h45'36" alla media di 42,353 km/h precedendo l'eritreo Biniam Girmay e il francese Rudy Molard.

## Squadre e corridori partecipanti
| N.      | Cod. | Squadra                         |
| ------- | ---- | ------------------------------- |
| 1-7     | LTD  | Lotto Dstny                     |
| 11-17   | UAD  | UAE Team Emirates               |
| 21-27   | TVL  | Team Visma-Lease a Bike         |
| 31-37   | IGD  | Ineos Grenadiers                |
| 41-47   | SOQ  | Soudal Quick-Step               |
| 51-57   | LTK  | Lidl-Trek                       |
| 61-67   | DAT  | Decathlon AG2R La Mondiale Team |
| 71-77   | RBH  | Red Bull-Bora-Hansgrohe         |
| 81-87   | ADC  | Alpecin-Deceuninck              |
| 91-96   | GFC  | Groupama-FDJ                    |
| 101-107 | EFE  | EF Education-EasyPost           |
| 111-117 | TBV  | Bahrain Victorious              |

| N.      | Cod. | Squadra                   |
| ------- | ---- | ------------------------- |
| 121-127 | MOV  | Movistar Team             |
| 131-137 | JAY  | Team Jayco AlUla          |
| 141-147 | ARK  | Arkéa-B&B Hotels          |
| 151-157 | DFP  | Team DSM-Firmenich PostNL |
| 161-167 | IWA  | Intermarché-Wanty         |
| 171-177 | COF  | Cofidis                   |
| 181-187 | AST  | Astana Qazaqstan Team     |
| 191-197 | IPT  | Israel-Premier Tech       |
| 201-207 | UXM  | Uno-X Mobility            |
| 211-217 | TUD  | Tudor Pro Cycling Team    |
| 221-227 | TNN  | Team Novo Nordisk         |
| 231-237 | CAN  | Canada                    |

## Ordine d'arrivo (Top 10)
| Pos. | Corridore          | Squadra     | Tempo    |
| ---- | ------------------ | ----------- | -------- |
| 1    | Michael Matthews   | Jayco       | 4h45'36" |
| 2    | Biniam Girmay      | Intermarché | s.t.     |
| 3    | Rudy Molard        | Groupama    | s.t.     |
| 4    | Tiesj Benoot       | Visma       | s.t.     |
| 5    | Per Strand Hagenes | Visma       | s.t.     |
| 6    | Bauke Mollema      | Lidl        | s.t.     |
| 7    | Tadej Pogačar      | UAE         | s.t.     |
| 8    | Neilson Powless    | EF          | s.t.     |
| 9    | Pello Bilbao       | Bahrain     | s.t.     |
| 10   | Edoardo Zambanini  | Bahrain     | s.t.     |